# Brunnbach (Gemeinde Großraming)
Brunnbach ist eine Ortschaft in der Gemeinde Großraming in Oberösterreich mit 76 Einwohnern (Stand 1. Jänner 2024).

## Geografie
Der Ort Brunnbach im südlichen Teil des Gemeindegebietes im Randbereich des Nationalpark Kalkalpen liegt im Hintertal der Katastralgemeinde Lumpelgraben. Durch den Ort fließt der Plaißabach, ein rechter Nebenfluss des Reichramingbaches, in den hier der Brunnbach einmündet. 

## Geschichte
Die Ortschaft war vor allem in der zweiten Hälfte des 19. Jahrhunderts und ersten Hälfte des 20. Jahrhunderts von Holzfällern und anderen Waldarbeitern besiedelt und besaß eine eigene Grundschule.

## Kultur und Sehenswürdigkeiten
- Katholische Filialkirche Brunnbach Heilige Familie
- Nationalpark Kalkalpen: In der ehemaligen Schule befindet sich ein Infogebäude des Nationalparks. Beim Parkplatz kann man eine Rekonstruktion eines Bahnhofensembles der ehemaligen Waldbahn Reichraming anschauen, die auch mit Geleisen und mit einem beladenen Holzzug samt einer Dampflokomotive ausgestattet ist.[2]

## Verkehr
- An Werktagen gibt es eine Kleinbusverbindung über Lumplgraben nach Großraming.
- Markierte Wege führen z. B. zur Gschwendtalm (954 m) und über den Gamsstein (1275 m) zur Ennser Hütte. Für Wanderer wurde hier nach einem Rechtsstreit ein Parkplatz errichtet, um legales Parken zu ermöglichen, wobei das Parken nur auf den dafür vorgesehenen Parkflächen erlaubt ist, von vielen aber missachtet wurde und immer noch wird. Die Radwege kommen vom Großraming und führen entweder in westlichen Richtung in das Tal des Reichramingbaches, wobei die Variante dem Plaißabach entlang die eigentliche Waldbahnstrecke ist, oder nach Süden steigend zum Hirschkogelsattel (880 m, Abzweig zur Anlaufalm) und nach Unterlaussa.